# 122 Leadenhall
Le 122 Leadenhall aussi surnommé The Cheesegrater est un gratte-ciel de bureaux situé dans le quartier d'affaires de La City à Londres (Royaume-Uni).
D'une hauteur de 225 mètres et de 52 étages, il a été conçu par l'architecte Richard Rogers. Sa construction a commencé en octobre 2007 et s'est terminée en juin 2014. C'est l'un des plus hauts immeubles de Londres. En raison de sa forme prismatique, il a été surnommé le Cheese Grater (la râpe à fromage).
La façade principale (façade sud) de la tour a la forme d'un prisme effilé. Elle est entièrement vitrée ce qui rend visible la structure métallique. La façade nord est conçue comme une tour détachée qui comprendra notamment des ascenseurs extérieurs. La tour est encadrée par une structure en forme d'échelle qui renforce l'impression de verticalité tout en ancrant le bâtiment dans le sol. Les premiers niveaux sont ouverts afin d'offrir un atrium d'une hauteur de 30 mètres qui est accessible au public.
Le principal inconvénient de la forme effilée de la tour est une surface utile relativement faible (86 500 m2) pour une tour de cette hauteur.

## Bureaux
| N° Étage | Occupant                                |
| -------- | --------------------------------------- |
| 45       | Amlin (MS Amlin)                        |
| 44       | Affinity                                |
| 43       | Aegon                                   |
| 42       | Landing Forty Two                       |
| 41       | FM Global                               |
| 39–40    | Brit Insurance                          |
| 37–38    | Banco Sabadell                          |
| 36       | DRW Trading Group                       |
| 35       | Petredec                                |
| 34       | Fidelis Insurance                       |
| 33       | Quadrature Capital                      |
| 32       | Rothesay Life                           |
| 31       | IPsoft                                  |
| 30       | Servcorp                                |
| 28–29    | OMERS                                   |
| 27       | Amlin                                   |
| 26       | Aegon / Kames Capital                   |
| 25       | Rothesay Life                           |
| 19–24    | Amlin                                   |
| 16–18    | Brit Insurance                          |
| 15       | Clydesdale Bank                         |
| 14       | Rogers Stirk Harbour + Partners (RSH+P) |
| 4–13     | Aon                                     |
| 3        | Bob Bob Cité (janvier 2019)             |
| 2        | Réception                               |
| 1        | Aon                                     |